# Lacaria phasma
Lacaria phasma es una especie de polilla de la familia Geometridae. La especie fue descrita por primera vez en 1882, con endemismo en Chile. El holotipo de la especie fue descrita en el sector hacienda de Cauquenes, a poca distancia de la comuna de Requínoa, a 18 kilómetros (11,2 mi) de Rancagua. Carece de descripción de su especie holotipo, poco se sabe de esta polilla. Por el momento se describe como un nombre taxonómico aceptado provisionalmente hasta que se presenten más datos concluyentes.